# Pogrom de Bakou
Ne pas confondre avec les Journées de septembre, massacres d'Arméniens de Bakou en 1918.
Le pogrom de Bakou est un pogrom anti-arménien dirigé contre les Arméniens de Bakou alors en République socialiste soviétique d'Azerbaïdjan, qui s'est déroulé du 12 au 19 janvier 1990. Des membres de la population civile arménienne furent battus, torturés, tués ou expulsés de la ville. Le bilan final fait état d'au moins 90 morts civils arméniens et de 700 blessés. Ce pogrom est un des actes de violence ethnique relatif à la première guerre du Haut-Karabagh.

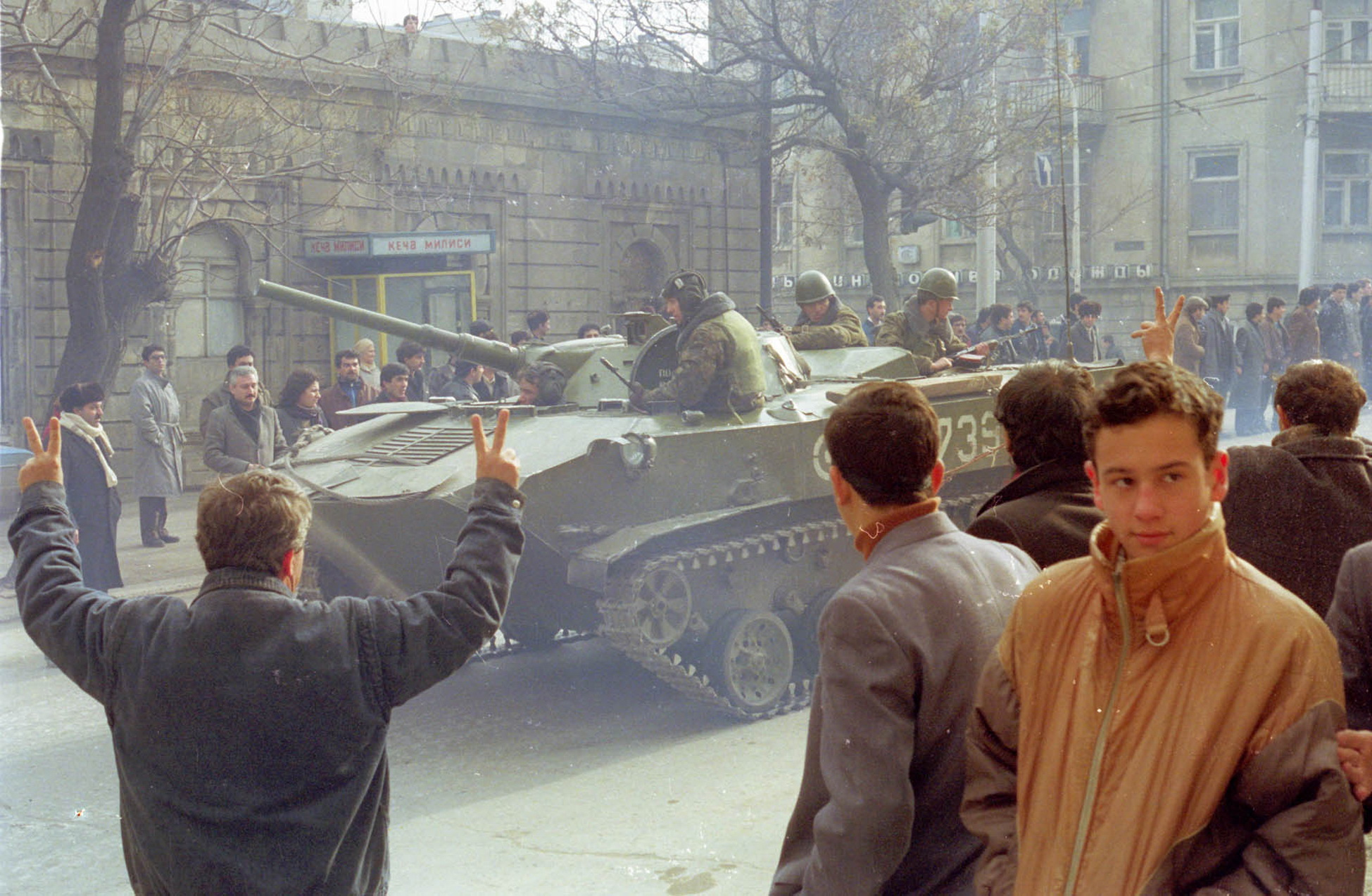
Char de l'armée rouge dans Bakou en 1990.

## Commémorations
En 1997, l'Assemblée de l'État de Californie fait du 24 avril le jour du souvenir du génocide arménien ainsi que celui des victimes des pogroms de Soumgaït de 1988, et de Bakou en 1990.